# Francis Kiernan
Francis Kiernan FRS (2 de outubro de 1800 — 31 de dezembro de 1874) foi um anatomista irlandês.